# リーダーアルプ

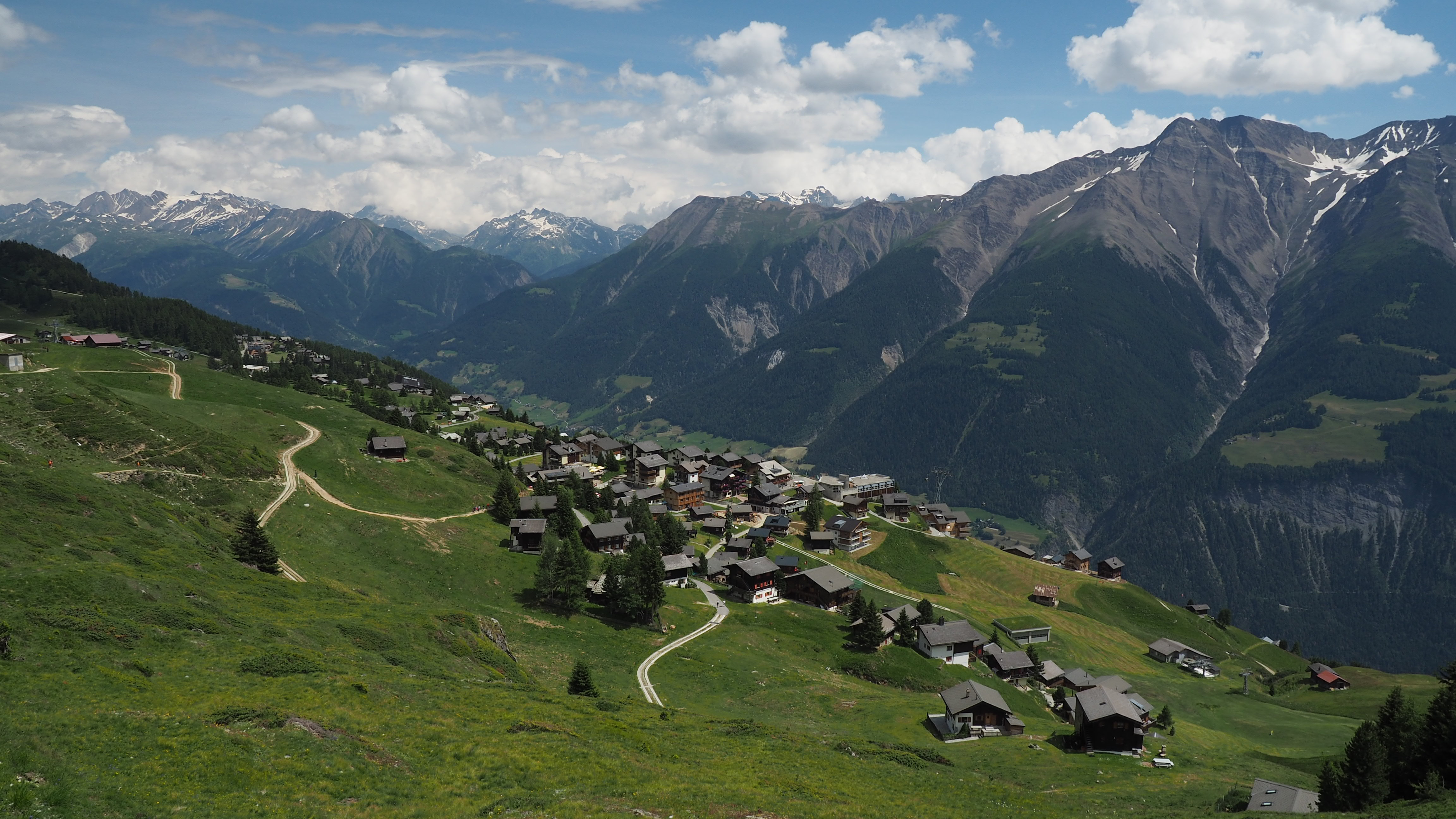
リーダーアルプ

リーダーアルプ（ドイツ語: Riederalp）はスイスヴァレー州アレッチ地方にある山岳リゾートの基礎自治体である。

## 概要

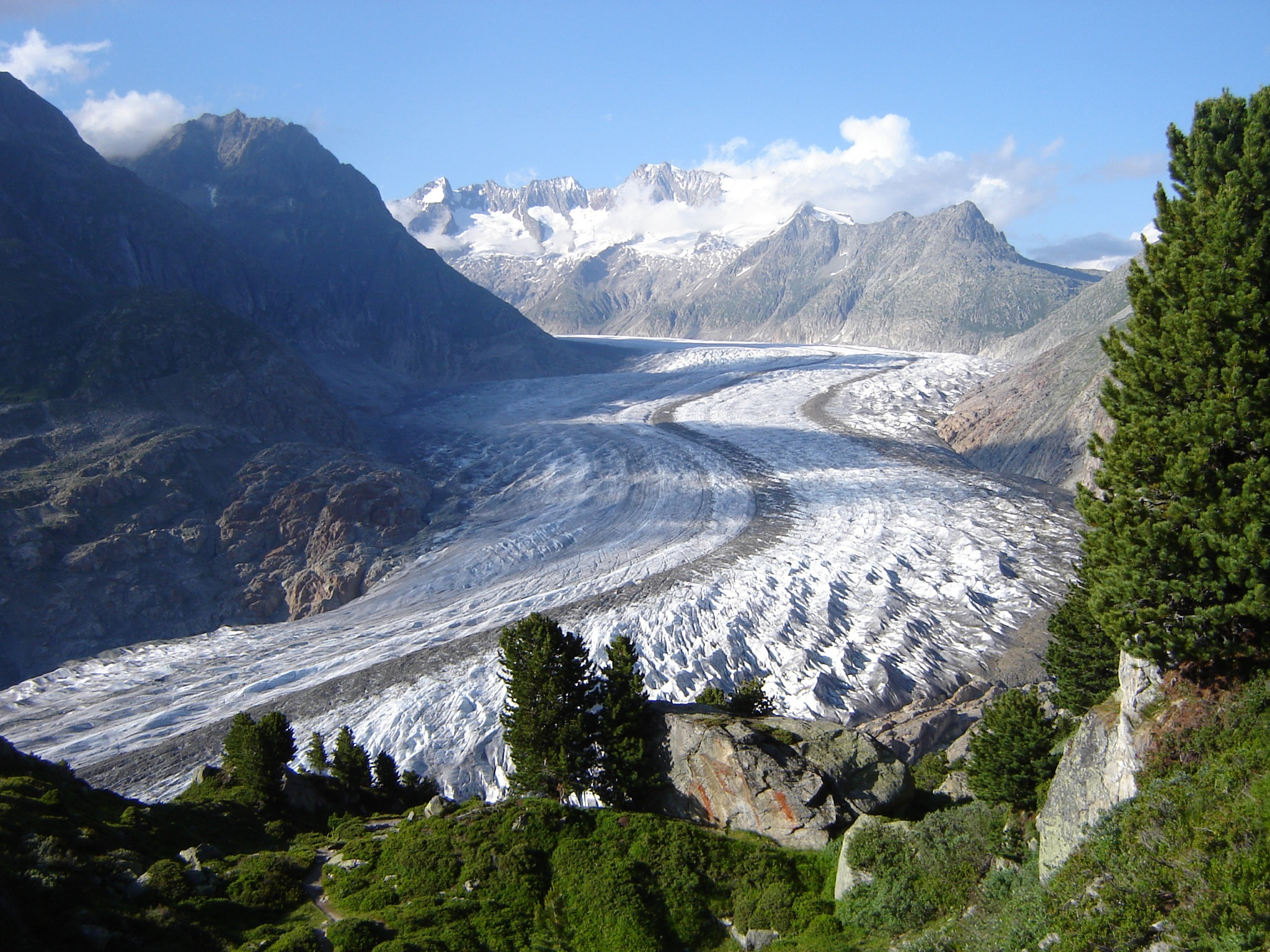
アレッチ氷河とアレッチの森

ローヌ谷北側の断崖の上に広がるテラス状の台地に位置し、隣りの村、ベットマーアルプやフィーシャーアルプの集落とともに、アレッチ地区と呼ばれている。東西に広がるアレッチ地区の標高は約2000ｍで、リーダーアルプの標高は1950ｍである。
ローヌ谷の麓の駅はメレル駅（Mörel）で、マッターホルン・ゴッタルド鉄道が走っている。リーダーアルプへは、メレルから大型ロープウェイで上がる。なお、アレッチ地区はガソリン車の乗り入れが禁止されているため、麓駅からのバスの定期運行は無い。
リーダーアルプからさらにロープウェイやチェアリフトなどの山岳交通機関を利用して展望地点まで上がると、スイスアルプス最長・最大のアレッチ氷河の景観が広がる。アレッチ氷河と周辺地域は、「スイス・アルプスのユングフラウとアレッチ」の名称で、世界自然遺産に登録されている。
また、リーダーアルプ付近のアレッチヴァルト（アレッチの森）は、珍しい動植物が生息している自然保護指定地区となっており、リーダー・フルカにはアレッチ自然保護センター「ヴィラ・カッセル」がある。